# IF Leikin
IF Leikin är en fotbollsklubb i Halmstad. Föreningen grundades den 5 december 1928 som Fyllebro FF, kort efter bildandet byttes namnet på föreningen till Strandgårdens IF och kort efter det byttes namnet ännu en gång till Fylgiakamraterna, som dock var för likt FK Fylgia. Man var därför snabbt tvungen att hitta på ett nytt namn och till slut landade man i förslaget IF Leikin. Leikin härstammar från det fornnordiska kvinnonamnet Leiki, som även var namnet på en gudinna i den nordiska mytologin. Namnets betydelse är "Ärlig, Arbetsam och Framgångsrik".
IF Leikin har länge haft en föredömlig ungdomsverksamhet. Redan 1966 startades en fotbollsskola för pojkar i sex- till åttaårsåldern som fortfarande drivs varje år. Föreningen har under sina år fostrat ett tjugotal allsvenska spelare som ofta genom Halmstads BK nått ett proffskontrakt. Tibor Joza, Stojan Lukic, Conny Johansson och Anel Raskaj är bara några av de professionella fotbollsspelare som började sina karriärer i IF Leikin.
Klubben har som bäst spelat i Division 1 (1992) som då var den näst högsta serien. På 14 matcher fick de sammanlagt 4 poäng med en vinst och en oavgjord match. De spelade bland annat emot Helsingborgs IF samt derby mot Halmstads BK.
Klubbens seniorlag spelar säsongen 2023 i Division 4 Herr Halland.